# Woszczańce
Woszczańce (ukr. Вощанці) – wieś na Ukrainie w rejonie samborskim obwodu lwowskiego.

## Historia
Dawniej Oszczańce.
Wieś położona w powiecie przemyskim, była własnością Aleksandra Szeptyckiego, została spustoszona w czasie najazdu tatarskiego w 1672 roku.
Pod koniec XIX w. wieś w powiecie rudeckim.
Liczba ludności na dzień 01.01.2024. wynosiła 460 osób